# Edel Casanova
Edel Casanova (L'Avana, 20 giugno 1971) è un ex cestista cubano.

## Carriera
Con Cuba ha disputato i Campionati mondiali del 1994 e i Campionati americani del 1999.